# Ángel Arranz Moreno
Ángel Arranz Moreno (Peñafiel, 11 de febrero de 1976) es un compositor, intérprete de música electrónica y productor musical español. Durante su estancia en el Instituto de Sonología de La Haya, ideó el sistema de composición musical no armónico denominado Deconstrucción Sinusoidal y el género de música electrónica para telefonía móvil denominado Phoneart, materializado en su obra callingHiggs.
Su trabajo se caracteriza por establecer relaciones creativas con otras disciplinas artísticas y científicas, entre las que destacan la arquitectura, el arte digital y la astronomía. Junto con el compositor José López-Montes, produjo en 2017 el espectáculo multidisciplinar Chasmata, realizado en colaboración con la Agencia Espacial Europea por encargo del Museo Guggenheim Bilbao, utilizando como fuente de creación audiovisual imágenes inéditas tridimensionales del planeta Marte y datos científicos de la Misión Mars Express de la ESA.
Ha compuesto y producido Serraphonie, para cuatro saxofones bajos y electrónica, una pieza instalación que integra la célebre serie de ocho de esculturas monumentales del artista estadounidense Richard Serra The Matter of Time como parte sonora de la composición.